# Roze vlagstaartijsvogel
De roze vlagstaartijsvogel (Tanysiptera nympha) is een vogel uit de familie Alcedinidae (ijsvogels).

## Leefwijze
Deze vleesetende ijsvogel duikt bij het zien van zijn prooi recht in het water om deze te grijpen.

## Verspreiding en leefgebied
De roze vlagstaartijsvogel is een endemische soort van Nieuw-Guinea en komt voor op de Vogelkop in het westen en het Huonschiereiland in het oosten.

## Status
De grootte van de populatie is niet gekwantificeerd maar de soort wordt omschreven als plaatselijk algemeen. Op de Rode lijst van de IUCN heeft deze soort de status niet bedreigd.